# Hazañas Bélicas
Hazañas Bélicas fue una serie de historietas bélicas creada por Boixcar en 1948 y desarrollada por él y otros autores (Josep Maria Sánchez Boix, Vicente Farrés, Alan Doyer, Alex Simmons, Eugenio Sotillos, etc.), además de los entintadores José Martínez Piles y José Martínez, para Ediciones Toray. El denominado "estilo Boixcar" lo convirtió en uno de los cómics españoles más influyentes de la historia, gozando además de múltiples reediciones.

## Creación y trayectoria editorial

### Colección original
Boixcar se inspiró en Episodios de Guerra (1948, Editorial Augusta) de los hermanos Blasco y participó en las dos épocas de la colección original:
Primera época (1948-1949)
Constó de 29 números ordinarios, de 17×24 cm, todos realizados por Boixcar, salvo el número 26, obra de Feralgo y su hermano Josep Maria Sánchez Boix. La propia Toray los recopiló en 7 álbumes en 1949, y en 9, en 1950.
Segunda época (1950-1958)
Constó de 321 números ordinarios, 1 extraordinario y 18 almanaques. A partir de su número 172, Josep Maria Sánchez Boix empezó a pasar a tinta los dibujos de su hermano y desde el 257 se hizo cargo de todo el dibujo. En los últimos números se alternarían los guiones de Alex Simmons y Eduardo Sotillos y los dibujos de Vicente Farrés y Alan Doyer.

### Continuación en Toray
Tal fue el éxito del material original, que, sin la participación ya de Boixcar, Toray lanzó la colección Hazañas Bélicas Extra, compuesta por dos series:
Extra Azul (1958)
Constó de 371 ejemplares en cada uno de los cuales se reeditaron tres historietas de la colección original. Con el tiempo, incluyó también nuevas aventuras.
Especial Roja (1958)
Durante sus primeros 160 números mantuvo un formato de 16×24 cm, pero a partir del 161 adquirió el de novela gráfica (20×15 cm). Presentó material inédito, destacando las series Donald Bell de Alex Simmons/Vicente Farrés y sobre todo Johnny Comando y Gorila de Eugenio Sotillos/Alan Doyer.
Novelas Gráficas de Hazañas Bélicas (1961)
Siguiendo el formato de novela gráfica, Toray lanzó esta tercera colección, en la que destacaban las portadas de Jorge Longarón, pero en la que trabajaron otros muchos autores: Los guionistas Ricardo Acedo, Flores Lázaro, Clark Garrados, Enrique Martínez Fariñas o Louis G. Milk y los dibujantes Joan Boix, Lombardía, José Luis de la Fuente, Antonio Guerrero o Jorge Nabau.

### Ursus
En los años setenta, la Editorial Ursus se haría cargo de la colección, lanzando las colecciones:
- Relatos bélicos ilustrados. Hazañas Bélicas, con varios formatos.[4]
- Relatos bélicos ilustrados. Hazañas Bélicas Extra, de 27×19 cm.[4]

### Reediciones
El material original de Toray ha sido reeditado por Ediciones G4 (1987) y Fondos Editoriales (1994).

## Argumento
Originalmente, Hazañas Bélicas carecía de personajes fijos, ensalzándose en cada historieta las hazañas de un soldado desconocido, que lucha por conseguir la paz a través de la guerra. Se da así una paradoja, ya señalada por Terenci Moix en 1968:

Sociológicamente, la importancia de Hazañas Bélicas radica en un progresismo falsificado, que quiere llegar a la condena de la guerra después de haber acostumbrado al lector a no poder pasarse sin ella. Es extraño que Hazañas Bélicas pretenda condenar unos hechos sin los cuales no existiría la colección. Las contradicciones aumentan cuando nos damos cuenta de que esta continua apología de la paz se ha puesto casi siempre del favor del más fuerte, condenando a los ojos infantiles a todos aquellos enemigos que no encajaban en la idea de «causa justa» fomentada oficialmente.

Estos enemigos son los comunistas, como era de esperar por la época. Contra ellos se combate en el Frente Oriental (1939-1945) y la Guerra del Pacífico (1937-1945), principalmente, pero también en otros escenarios, como el final de la guerra civil china (1927-1950), la guerra de Indochina (1945-54), la guerra de Corea (1950-1953) y el conflicto árabe-israelí.
Tras la muerte de Boixcar, el humanitarismo perdió peso ante el puro escapismo.

## Estilo
Hazañas Bélicas supuso una revolución estética en el cómic español de su época gracias a los siguientes rasgos:
- La planificación unitaria de la página, con viñetas de mayor tamaño que rompían la distribución en tres tiras típica del cuaderno.[2]
- Una narrativa cinematográfica que sólo se superarían en Doctor Niebla (1948) y Al Dany (1953).[6]
- El potente uso del claroscuro y las tramas manuales a partir de la entrega vigésimo primera.[3]
- El gran detallismo en la representación de las máquinas, habiendo recurrido el autor a la revista "Signal" como documentación.[3]

Por el contrario, se le ha criticado a Boixcar el descuido de sus figuras humanas, en especial de los primeros planos masculinos, a los que recurre con excesiva frecuencia.

## Legado
Toray también editó la colección bélica "Relatos de Guerra" (1962), con 226 ejemplares en el formato de novela gráfica.
A partir de 2011, el guionista Hernán Migoya, con el concurso de varios dibujantes, homenajeó la colección en sus "Nuevas Hazañas Bélicas", que sin problemas ya de censura, se ambientan en la guerra civil española y muestran una mayor crudeza.
En 2022, el productor de cine Pedro Alonso Pablos adaptó las Hazañas bélicas a una miniserie animada que fue estrenada en el portal de vídeo bajo demanda para España Filmin.